# 巴提什瓦
巴提什瓦（Bateshwar）是印度北方邦北部亚穆纳河畔阿格拉的一个村庄。巴提什瓦位于阿格拉和埃塔瓦之间，距离巴镇5公里。它是印度教和耆那教重要的精神和文化中心。它以湿婆寺庙群而闻名。巴提什瓦这个名字来源于供奉湿婆神的廟宇。